# کالج سلطنتی هنر
کالج سلطنتی هنر (به انگلیسی: Royal College of Art) یک دانشگاه پژوهشی عمومی در لندن، بریتانیا، با پردیس‌هایی در کنزینگتون جنوبی، باترسی و وایت سیتی است. این دانشگاه تنها دانشگاه هنر و طراحی در بریتانیا است که فقط دوره‌های تحصیلات تکمیلی ارائه می‌دهد. این دانشگاه مدارک تحصیلات تکمیلی در هنر و طراحی را به دانشجویان بیش از ۶۰ کشور ارائه می‌دهد.